# Senoculus uncatus
Senoculus uncatus is een spinnensoort uit de familie Senoculidae. De soort komt voor in Brazilië.